# Atelopus carrikeri
Atelopus carrikeri là một loài cóc trong họ Bufonidae.